# Gäddtjärnen (Degerfors socken, Västerbotten, 714815-168146)
Gäddtjärnen är en sjö i Vindelns kommun i Västerbotten och ingår i Umeälvens huvudavrinningsområde.